# Nanga Boguila
Nanga Boguila est une commune et une sous-préfecture de la préfecture de l'Ouham en République centrafricaine. La principale localité de la commune est Boguila.

## Géographie
La commune de Nanga Boguila est située au nord-est de la préfecture de l’Ouham. Elle est traversée par l’axe Nana-Bakassa – Boguila – Bongaro 1, route nationale RN1.
| Nana-Barya | Nana-Markounda |              |
| Bimbi      | Nanga Boguila  | Nana-Bakassa |
| Ouham-Bac  | Ndoro-Mboli    |              |

## Population
En 2003, la population s'y élevait a 23 982 personnes.

## Histoire
Nanga Boguila est érigée en sous-préfecture de l'Ouham depuis le 2 mai 2002 par division de partie sud de la sous-préfecture de Markounda.

## Villages
Les villages principaux sont : Bondaro, Boria, Boguila 1, Bogone 3, Boaya, Bomentana Centre et Bowansen.
La commune compte 102 villages en zone rurale recensés en 2003 : Arabe 2, Bedin, Boaya, Bobaina, Boboro, Bodongue, Boferan, Bogama Kette, Bogama Kota, Bogassa, Bogodo, Bogomba, Bogomte Kette, Bogote Kota, Boguela, Boguila 1, Boguila 2, Boguila Kete, Boguila-Bedobo, Boguila-Gbogbol, Bohing, Bokarin, Bokote Kota 1, Bokote Kota 2, Bokote-Alato, Bokote-Kette, Bokote-Sesse, Bokparatong, Boleing Kette, Boling-Kota, Bomantana, Bomantanagbazoro, Bombaye-Kette, Bombaye-Kota, Bombera-Nouna, Bomentana-Biti, Bonanga, Bonasse 3, Bonasse Kota, Bonasse-Kette, Bondondi, Bondoro-Kette, Bondoro-Kota, Bongba Kette, Bongbara, Bongone 3, Bonoi 1, Bonoi 2, Bonte, Boria, Borok-Mo Kota, Borosse, Borro 1, Bossara, Bossole, Botongo, Botoni, Bounana-Elevage, Boundia, Bowain, Bowansem, Bowara, Boyanga, Boyanga Kette, Boyanga Kota, Bozanzon, Bozera, Bozera-Kette, Bozera-Kota, Bozima, Bozinga, Bozoe, Bozona 1, Bozona 2, Centre Medical, Dangsom, Daring, Dombang, Donfera, Gbadam, Gbakera, Gbangono, Gbanou, Gbaring, Gbassom, Gom-Okpa, Gompo, Kobana 2, Kobana 2, Mbombara-Kette, Mbombara-Kota, Nanga, Ndakta, Ngazomgue, Sagon, Samon, Sokodo 3, Sokodo-Kette, Sokodo-Kota, Teyengue, Togbissa, Zekewen.

## Éducation
La commune compte 21 écoles publiques : Sous-préfectorale de Boguila, Bolgue, Boyanga-Kota, Bobai-Kota, Nanga, Bondodi, Sokodo, Bombara-Kota, Bomentana, Bonasse-Kete, Bokote-Kete, Samon, Bokote-Kota 2, Bowing, Bomantana-Beti, Bogama-Kete, Botongo, Bouria, Gbounou, Bondaro et Bokote-Sesse.

## Représentation politique
La Sous-préfecture de Nanga-Boguila constitue une circonscription électorale législative depuis 2005.
| Date d'élection | Identité              | Parti       |
| --------------- | --------------------- | ----------- |
| 2005            | Maurice Saragba       | indépendant |
| 2011            | Maurice Saragba       | indépendant |
| 2016            | Franck-Urbain Saragba | indépendant |